# چیزی عظیم
چیزی عظیم یا سامثینگ آفول (به انگلیسی: Something Awful؛ مخفف: SA) یک وب سایت کمدی است که محتواهای متنوعی را شامل می‌شود، از جمله ورودی‌های وبلاگ، انجمن‌ها، مقالات ویژه، تصاویر ویرایش شده دیجیتالی و بررسی‌های طنز رسانه‌ها. این وبگاه توسط ریچارد کیانکا در سال ۱۹۹۹ به عنوان یک وب‌سایت عمدتاً شخصی ایجاد شد، اما با رشد بازدیدها، عوامل و محتوای آن نیز رشد کردند. این وب‌سایت به تداوم پدیدههای مختلف اینترنت کمک کرده‌است و از آن به عنوان تأثیر فرهنگ اینترنت نام برده شده‌است. در سال ۲۰۱۸، گیزمودو آن را به عنوان ۸۹ امین نامبرده‌اش در فهرست «۱۰۰ وب سایتی که اینترنت را به شکلی که ما می‌دانیم شکل داده‌اند» درج کرد.
این وب‌سایت در موارد مختلفی شرکت داشته‌است. از این موارد می‌توان چندتایی را این گونه نام برد: درگیری با سیستم هشدار زودهنگام پیشگیری از هرزنامه، صندوق امداد طوفان کاترینا که در نوار قرمز پی پال گرفتار شده‌است، مسابقه بوکس نمایشی بین کیانکا و کارگردانی به نام اوو بول، و خلق کریپی‌پاستای اسلندرمن.